# Uncey-le-Franc
Uncey-le-Franc is een gemeente in het Franse departement Côte-d'Or (regio Bourgogne-Franche-Comté) en telt 48 inwoners (2009). De plaats maakt deel uit van het arrondissement Montbard.

## Geografie
De oppervlakte van Uncey-le-Franc bedraagt 9,7 km², de bevolkingsdichtheid is dus 4,9 inwoners per km².
De onderstaande kaart toont de ligging van Uncey-le-Franc met de belangrijkste infrastructuur en aangrenzende gemeenten.

## Demografie
Onderstaande figuur toont het verloop van het inwonertal (bron: INSEE-tellingen).